# Boudewijn I van Ramla
Boudewijn I van Ramla (overleden: 1138) was slotvoogd en heer van Ramla in het Koninkrijk Jeruzalem van 1106 tot aan zijn dood. Tevens nam hij in 1120 deel aan de Concilie van Nablus. In 1126 werd hij een leenman van het Graafschap van Jaffa en Ascalon.
Boudewijn wordt ook geïdentificeerd met Boudewijn van Hestrut, een ridder die in de Levant verschijnt tussen 1102 en 1105. De plotselinge verdwijning van deze Boudewijn na deze datum, kan worden toegeschreven aan het ontvangen van het Heerschap van Ramla, en zodoende een nieuwe achternaam.
Boudewijn was getrouwd met Stephanie van Nablus en zij kregen twee kinderen:
- Renier
- Helvis, trouwde eerst met Barisan van Ibelin en later na diens dood met Manasse van Hierges.